# Uhtna
Uhtna – alevik w Estonii, w prowincji Virumaa Zachodnia, w gminie Sõmeru. Według Estońskiego Towarzystwa Statystycznego, 1 stycznia 2019 roku miejscowość liczyła 313 mieszkańców.